# ایچتاوی

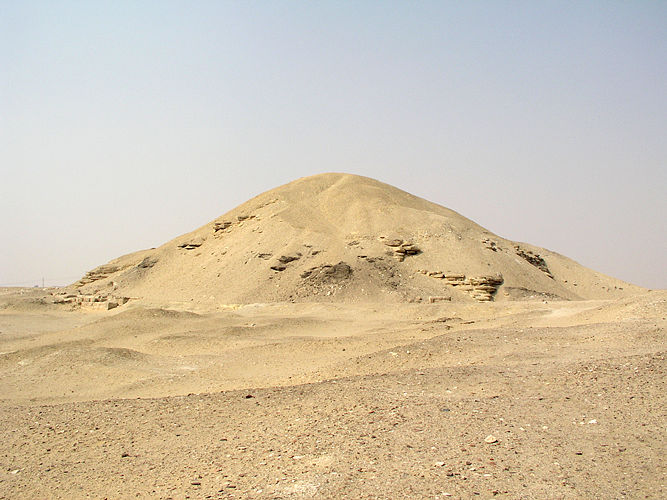
ایچتاوی

ایچتاوی، که به صورت کامل آن در زبان مصری آمنمهات ایچتاوی خوانده می‌شده، شهری ساخته شده توسط آمنمهات یکم مربوط به دودمان دوازدهم مصر است که تاکنون موقعیت آن مشخص نشده. او این شهر را در سال ۲۰ام پادشاهیش بنا کرد. نام آمنمهات ایچتاوی به معنای «آمنمهات فاتح دو سرزمین» است.
این شهر در منطقه فیوم واقع شده بوده و گورستان‌هایش در لیشت، لاهون، و دهشور قرار داشتند. دلیل انتخاب مکان این شهر در آن منطقه می‌توانسته جلوگیری از حمله قوم‌های آسیایی به درون مصر باشد.